# Українські математики
Нижче наведений список українських математиків (у тому числі польських, радянських і російських математиків, які мешкали або працювали на території сучасної України):

## А — Б
- Амінов Юрій Ахметович (нар. 1942)
- Ауербах Герман (1901—1942) (польський математик)
- Бартель Казимир (1882—1941) (польський математик і політик, прем'єр-міністр Польщі у 1926—1930 роках)
- Бевз Григорій Петрович (1926—2021)
- Бевз Валентина Григорівна (1955—2021)
- Березанський Юрій Макарович (1925—2019)
- Бернштейн Сергій Натанович (1880—1968)
- Бланк Яків Павлович (1903—1988)
- Боголюбов Микола Миколайович (1909—1992)
- Бойчук Олександр Андрійович (нар. 1950)
- Борисенко Олександр Андрійович (нар. 1946)
- Борок Валентина Михайлівна (1931—2004)
- Бродський Михайло Самойлович (1913—1989)
- Булдигін Валерій Володимирович (1946-2012)

## В — Й
- Ващенко-Захарченко Михайло Єгорович (1825—1912)
- Вишенський Володимир Андрійович (нар. 1934)
- Вороний Георгій Феодосійович (1868-1908)
- Гай Яків Гаврилович (нар. 1926)
- Глушков Віктор Михайлович (1923—1982)
- Горбачук Мирослав Львович (1938-2017)
- Граве Дмитро Олександрович (1863—1939)
- Дзядик Владислав Кирилович (1919-1998)
- Данилюк Іван Ілліч (1931—1988)
- Дороговцев Анатолій Якович (1935—2004)
- Дороговцев Андрій Анатолійович
- Дрінфельд Володимир Гершонович (нар. 1954)
- Дрінфельд Гершон Іхельович (1908 — 2000)
- Дрозд Юрій Анатолійович (нар. 1944)
- Ємець Олег Олексійович (нар. 1957)

## К
- Кадець Михайло Йосипович
- Кац Марк (1914—1984) (польсько-американський математик)
- Качмаж Стефан (1895—1940) (польський математик)
- Коваленко Ігор Миколайович (нар. 1935)
- Коляда Сергій Федорович (нар. 1957)
- Комарницький Микола Ярославович (1948-2016)
- Кондратьєв Юрій Григорович (нар. 1953)
- Королюк Володимир Семенович (нар. 1925)
- Кочубей Анатолій Наумович (нар. 1949)
- Кошманенко Володимир Дмитрович (нар. 1943)
- Кравчук Михайло Пилипович (1892—1942)
- Крейн Марк Григорович (1907—1989)
- Крилов Микола Митрофанович (1879—1955)
- Кулініч Григорій Логвинович (нар. 1938)

## Л
- Левін Борис Якович
- Левицький Володимир Йосипович (1872—1956)
- Ломницький Антоній (1881—1941) (польський математик)
- Луковський Іван Олександрович (нар. 1935)
- Ляпунов Олександр Михайлович (1857—1918)
- Ляшко Іван Іванович (1922—2008)

## М— Р
- Мазур Станіслав (1905—1981) (польський математик)
- Макаров Володимир Леонідович (нар. 1941)
- Марченко Володимир Олександрович (нар. 1922)
- Митропольський Юрій Олексійович (1917-2008)
- Михалевич Володимир Сергійович (1930—1994)
- Наймарк Марк Аронович (1909—1978)
- Нікольський Сергій Михайлович (1905-2012)
- Орлич Владислав (1903—1990) (польський математик)
- Осиповський Тимофій Федорович (1765—1832)
- Островський Йосип Володимирович (нар. 1934)
- Остроградський Михайло Васильович (1801—1862)
- Погорєлов Олексій Васильович (1919—2002)
- Положій Георгій Миколайович (1914—1968)
- Потапов Володимир Петрович ( 1914 - 1980)
- Різник Володимир Васильович (нар. 1940)
- Ромащенко Галина Станіславівна
- Рузевич Станіслав (1889—1941) (польський математик)

## С — Я
- Сакс Станіслав (1897—1942) (польський математик)
- Самойленко Анатолій Михайлович (нар. 1938)
- Себржинський Василь Іванович  (1785—1832)
- Скороход Анатолій Володимирович (нар. 1930)
- Слуцький Євген Євгенович (1880—1948)
- Степанець Олександр Іванович (1942—2007)
- Стожек Влодзімеж (1883—1941) (польський математик)
- Тарський Альфред (1902—1983) (польський математик і логік)
- Улям Станіслав Марцін (1909—1984) (польсько-американський математик)
- Фещенко Степан Федорович
- Хасмінський Рафаїл З.
- Чайковський Микола Андрійович (1887—1970)
- Чертов Олег Романович
- Шарковський Олександр Миколайович
- Шатуновський Самуїл Йосипович (1859-1929)
- Шаудер Юліуш Павел (1899—1943) (польський математик)
- Штайнгауз (Стейнхауз) Владислав Гуґо Дионісій (1887—1972) (польський математик, у 1920—1941 роках професор Львівського університету)
- Ядренко Михайло Йосипович (1932—2004)

## Математики, які народились на території сучасної України
- Айдукевич Казимир (1890, Тернопіль — 1963)
- Арнольд Володимир Ігорович (1937, Одеса — 2010, Париж)
- Бартель Казимир (1882, Львів — 1941, Львів)
- Безікович Абрам Самойлович (1891, Бердянськ — 1970, Кембридж, Велика Британія)
- Бернштейн Сергій Натанович (1880, Одеса — 1968, Москва, СРСР)
- Борок Валентина Михайлівна (1931, Харків — 2004, Хайфа, Ізраїль)
- Кароль Борсук[en] (1905, Львів — 1982)
- Ващенко-Захарченко Михайло Єгорович (1825, с. Маліївці Полтавської губернії — 1912, Київ)
- Гельфанд Ізраїль Мойсейович (1913, с. Окни Херсонської губернії — 2009, Нью-Джерсі)
- Кац Марк (Марек) (1914, Кременець — 1984, США)
- Качмаж Стефан (1895, Львів — 1940, Катинь)
- Королюк Володимир Семенович (1925, Київ —)
- Кравчук Михайло Пилипович (1892, с. Човниці, Волинь — 1942, Колима, СРСР)
- Крейн Марк Григорович (1907, Київ — 1989, Одеса)
- Кулініч Григорій Логвинович (1938, Житомирська область —)
- Манін Юрій Іванович (1937, Сімферополь —)
- Марченко Володимир Олександрович (1922, Харків —)
- Митропольський Юрій Олексійович (1917, с. Шишаки Полтавської губернії — 2008, Київ)
- фон Мізес Ріхард (1883, Львів — 1953, США)
- Наймарк Марк Аронович (1909, Одеса — 1978, Москва, СРСР)
- Остроградський Михайло Васильович (1801, с. Пашенна Полтава — 1862, Полтава)
- Скороход Анатолій Володимирович (1930, Нікополь — 2011, Лансінг, Мічиган, США)
- Улям Станіслав Марцін (1909, Львів — 1984, Санта-Фе, США)
- Урисон Павло Самуїлович (1898, Одеса — 1924, Бац-сюр-Мер, Франція)
- Фіхтенгольц Григорій Михайлович (1888, Одеса — 1959, Ленінград)
- Фоменко Анатолій Тимофійович (1945, Донецьк —)
- Чайковський Микола Андрійович (1887, Бережани — 1970, Львів)
- Чудновський Григорій Вольфович (Київ)
- Чудновський Давид Вольфович (Київ)
- Шаудер Юліуш Павел (1899, Львів — 1943)
- Шафаревич Ігор Ростиславович (1923, Житомир — 2017)

## Корисні посилання
- Математичний архів MacTutor [Архівовано 3 лютого 1999 у Wayback Machine.] — Список математиків із детальними біографіями.